# Ernst Heß (Widerstandskämpfer)
Ernst Heß (* 18. Mai 1880 in St. Kilian; † 16. April 1945 auf dem Todesmarsch von Ichtershausen nach Flossenbürg) war ein kommunistischer Widerstandskämpfer gegen das NS-Regime

## Leben
Heß besuchte die Volksschule in St. Kilian. Anschließend erlernte er das Schuhmacherhandwerk. Frühzeitig engagierte er sich politisch. Er wurde Mitglied in der SPD. Nach dem Ersten Weltkrieg trat er der KPD bei. Auch betätigte er sich in einem Arbeiterturn- und in einem Arbeitergesangverein. 31 Jahre lang arbeitete er in der Schuhmacherwerkstatt Keßler im Suhler Schuhhaus am Steinweg. Er heiratete und wohnte mit seiner Frau zuletzt am Fallmich 16. Jahrelang betätigte er sich gegen das Aufkommen des Nationalsozialismus und nach 1933 auch illegal. Am 8. Juni 1944 wurde er von der Gestapo verhaftet und in das Landesgefängnis von Ichtershausen eingeliefert. Als die Häftlinge im Frühjahr 1945 evakuiert werden, kam auch Ernst Heß auf den Todesmarsch in Richtung des KZ Flossenbürg. Hierbei war er am 16. April den Strapazen erlegen.
Ernst Heß war verheiratet mit Hedwig Heß, die die Befreiung vom Nationalsozialismus erlebt hat.

## Erinnerung
- Im Jahre 1946 wurde die Suhler Straße Am Fallmich umbenannt in Ernst-Heß-Straße.